# Ignacy Karniewski
Ignacy Karniewski herbu Dąbrowa – stolnik różański w 1785 roku, sędzia grodzki nurski w 1778 roku, wojski starszy ciechanowski w 1775 roku, regent grodzki lwowski w 1769 roku, wójt warecki.
Poseł na sejm 1782 roku z województwa lubelskiego.